# Sapekhburto K'lubi Dinamo Tbilisi 2013-2014
Questa voce raccoglie le informazioni riguardanti il Sapekhburto K'lubi Dinamo Tbilisi nelle competizioni ufficiali della stagione 2013-2014.

## Stagione
Nella stagione 2013-2014 la Dinamo Tbilisi ha disputato la Umaglesi Liga, massima serie del campionato georgiano di calcio, terminando il torneo al primo posto con 68 punti conquistati in 32 giornate, frutto di 21 vittorie, 5 pareggi e 6 sconfitte, vincendo il campionato per la quindicesima volta nella sua storia. In Sakartvelos tasi è sceso in campo dagli ottavi di finale, raggiungendo la finale del torneo e sconfiggendo per 2-1 il Chikhura Sachkhere e vincendo il torneo per l'undicesima volta nella sua storia. In UEFA Champions League è sceso in campo dal secondo turno preliminare eliminando i faroesi dell'EB/Streymur, ma venendo poi eliminati al terzo turno preliminare dalla Steaua Bucarest. Di conseguenza, è stato ammesso alla fase play-off della UEFA Europa League dove è stato subito eliminato dal Tottenham.

## Rosa
| N. |                    | Ruolo | Calciatore           |
| -- | ------------------ | ----- | -------------------- |
| 1  | Georgia (bandiera) | P     | Omar Migineishvili   |
| 4  | Spagna (bandiera)  | D     | Ustaritz             |
| 5  | Georgia (bandiera) | A     | David Khocholava     |
| 5  | Georgia (bandiera) | D     | Giorgi Khidesheli    |
| 6  | Georgia (bandiera) | D     | Givi K'varatskhelia  |
| 6  | Georgia (bandiera) | C     | Mate Tsintsadze      |
| 7  | Georgia (bandiera) | D     | Giorgi Seturidze     |
| 7  | Georgia (bandiera) | C     | Tornike Gorgiashvili |
| 8  | Georgia (bandiera) | C     | Levan Khmaladze      |
| 8  | Georgia (bandiera) | A     | Irakli Modebadze     |
| 9  | Georgia (bandiera) | A     | Jaba Dvali           |
| 9  | Georgia (bandiera) | C     | Giorgi Janelidze     |
| 10 | Georgia (bandiera) | C     | Giorgi Merebashvili  |
| 12 | Georgia (bandiera) | D     | David Khurtsilava    |
| 15 | Georgia (bandiera) | C     | Giorgi Papava        |
| 16 | Georgia (bandiera) | D     | Dato Kvirkvelia      |
| 19 | Georgia (bandiera) | C     | Elguja Grigalashvili |

| N. |                               | Ruolo | Calciatore           |
| -- | ----------------------------- | ----- | -------------------- |
| 20 | Georgia (bandiera)            | C     | Giorgi Mikaberidze   |
| 20 | Georgia (bandiera)            | A     | Otar Martsvaladze    |
| 21 | Romania (bandiera)            | A     | Dorin Goga           |
| 22 | Georgia (bandiera)            | C     | Irakli Lekvtadze     |
| 22 | Paesi Bassi (bandiera)        | D     | Jens Janse           |
| 23 | Georgia (bandiera)            | D     | Giorgi Rekhviashvili |
| 25 | Georgia (bandiera)            | P     | Tornike Zarkua       |
| 27 | Slovacchia (bandiera)         | C     | Peter Grajciar       |
| 28 | Spagna (bandiera)             | A     | Xisco                |
| 29 | Georgia (bandiera)            | A     | Lasha Shindagoridze  |
| 30 | Georgia (bandiera)            | D     | Giorgi Gvelesiani    |
| 32 | Macedonia del Nord (bandiera) | D     | Darko Glišić         |
| 37 | Georgia (bandiera)            | D     | Giorgi Shashiashvili |
| 77 | Georgia (bandiera)            | P     | Giorgi Loria         |
| 88 | Georgia (bandiera)            | C     | Irakli Dzaria        |
| 99 | Costa d'Avorio (bandiera)     | A     | Vouho                |

## Risultati

### Sakartvelos tasi

#### Finale
| Arbitro: | Tornike Gvantseladze |

|                            |           |                   |
| Xisco 23’ Martsvaladze 60’ | Marcatori | 49’ Datunaishvili |

### UEFA Champions League

#### Secondo turno preliminare
| Arbitro: | Alan Mario Sant |

|                                                                   |           |                   |
| Ustaritz 40’ Dvali 43’ Grigalashvili 72’ Xisco 75’ Vouho 77’, 81’ | Marcatori | 42’ (aut.) Glišić |

| Arbitro: | Simon Lee Evans |

|               |           |                                      |
| Danielsen 27’ | Marcatori | 7’ (rig.) Xisco 12’ Dvali 87’ Glišić |

#### Terzo turno preliminare
| Arbitro: | Robert Schörgenhofer |

|  |           |                |
|  | Marcatori | 64’, 83’ Iancu |

| Arbitro: | Kristinn Jakobsson |

|                |           |              |
| Latovlevici 6’ | Marcatori | 48’ Ustaritz |

### UEFA Europa League

#### Play-off
| Arbitro: | Pol Van Boekel |

|  |           |                                                     |
|  | Marcatori | 12’ Townsend 44’ Paulinho 58’, 68’ Soldado 65’ Rose |

| Arbitro: | Luca Banti |

|                             |           |  |
| Defoe 40’, 45+2’ Holtby 69’ | Marcatori |  |

## Statistiche

### Statistiche di squadra
| Competizione          | Punti | In casa | In casa | In casa | In casa | In casa | In casa | In trasferta | In trasferta | In trasferta | In trasferta | In trasferta | In trasferta | Totale | Totale | Totale | Totale | Totale | Totale | DR  |
| Competizione          | Punti | G       | V       | N       | P       | Gf      | Gs      | G            | V            | N            | P            | Gf           | Gs           | G      | V      | N      | P      | Gf     | Gs     | DR  |
| --------------------- | ----- | ------- | ------- | ------- | ------- | ------- | ------- | ------------ | ------------ | ------------ | ------------ | ------------ | ------------ | ------ | ------ | ------ | ------ | ------ | ------ | --- |
| Umaglesi Liga         | 68    | 16      | 10      | 2       | 4       | 30      | 12      | 16           | 11           | 3            | 2            | 37           | 11           | 32     | 21     | 5      | 6      | 67     | 23     | +44 |
| Sakartvelos tasi      | -     | 3       | 3       | 0       | 0       | 11      | 1       | 3            | 3            | 0            | 0            | 15           | 2            | 7      | 7      | 0      | 0      | 28     | 4      | +24 |
| UEFA Champions League | -     | 2       | 1       | 0       | 1       | 6       | 3       | 2            | 1            | 1            | 0            | 4            | 2            | 4      | 2      | 1      | 1      | 10     | 5      | +5  |
| UEFA Europa League    | -     | 1       | 0       | 0       | 1       | 0       | 5       | 1            | 0            | 0            | 1            | 0            | 3            | 2      | 0      | 0      | 2      | 0      | 8      | -8  |
| Totale                | -     | 20      | 18      | 2       | 0       | 73      | 12      | 20           | 12           | 5            | 3            | 41           | 16           | 41     | 31     | 7      | 3      | 117    | 29     | +88 |